# آکوئیتانین
| سامانه   | ردیف     | اشکوب      | میلیون سال پیش |
| -------- | -------- | ---------- | -------------- |
| کواترنری | پلیستوسن | گالئاسین   | → پس از آن     |
| نئوژن    | پلیوسن   | پیاچنزین   | ۲٫۵۸۸–۳٫۶۰۰    |
| نئوژن    | پلیوسن   | زانکلین    | ۳٫۶۰۰–۵٫۳۳۲    |
| نئوژن    | میوسن    | مسینین     | ۵٫۳۳۲–۷٫۲۴۶    |
| نئوژن    | میوسن    | تورتونین   | ۷٫۲۴۶–۱۱٫۶۰۸   |
| نئوژن    | میوسن    | سراوالین   | ۱۱٫۶۰۸–۱۳٫۶۵   |
| نئوژن    | میوسن    | لانگین     | ۱۳٫۶۵–۱۵٫۹۷    |
| نئوژن    | میوسن    | بوردیگالین | ۱۵٫۹۷–۲۰٫۴۳    |
| نئوژن    | میوسن    | آکوئیتانین | ۲۰٫۴۳–۲۳٫۰۳    |
| پالئوژن  | الیگوسن  | چاتین      | → پیش از آن    |

آکوئیتانین (انگلیسی: Aquitanian) در مقیاس زمانی زمین‌شناسی اشکوب زیرین از ردیف میوسن یا قدیمی‌ترین عصر از دور میوسن و سامانه نئوژن به‌شمار می‌رود. آکوئیتانین بازه زمانی از ۲۳٫۰۳ تا ۲۰٫۴۳ میلیون سال پیش را در بر می‌گیرد. این عصر پس از چاتین از دور الیگوسن و پیش از بوردیگالین قرار دارد.
مرز زیرین آکوئیتانین (که مرز زیرین ردیف میوسن و سامانه نئوژن نیز به‌شمار می‌رود) در ستون چینه‌شناسی با نخستین پیدایش گونه‌های روزن‌داران و انقراض گونه‌های پلانکتون شناخته می‌شود.